# Ole Hjellemo
Ole Hjellemo (* 22. März 1873 in Dovre; † 18. September 1938 in Oslo) war ein norwegischer Komponist.

## Leben
Hjellemo studierte bei Ole Olsen und Gustav Fredrik Lange sowie Komposition bei Iver Holter. Er unterrichtete von 1919 bis 1932 Violine und Musiktheorie am Konservatorium von Oslo.
Er komponierte fünf Sinfonien, eine Norwegische Rhapsodie und weitere Orchesterwerke, ein Violinkonzert, Kammermusik, Klavierstücke und Lieder.